# Bushnell (Floride)
Pour les articles homonymes, voir Bushnell.
Bushnell est une  ville de Floride, aux États-Unis, siège du comté de Sumter.

## Histoire

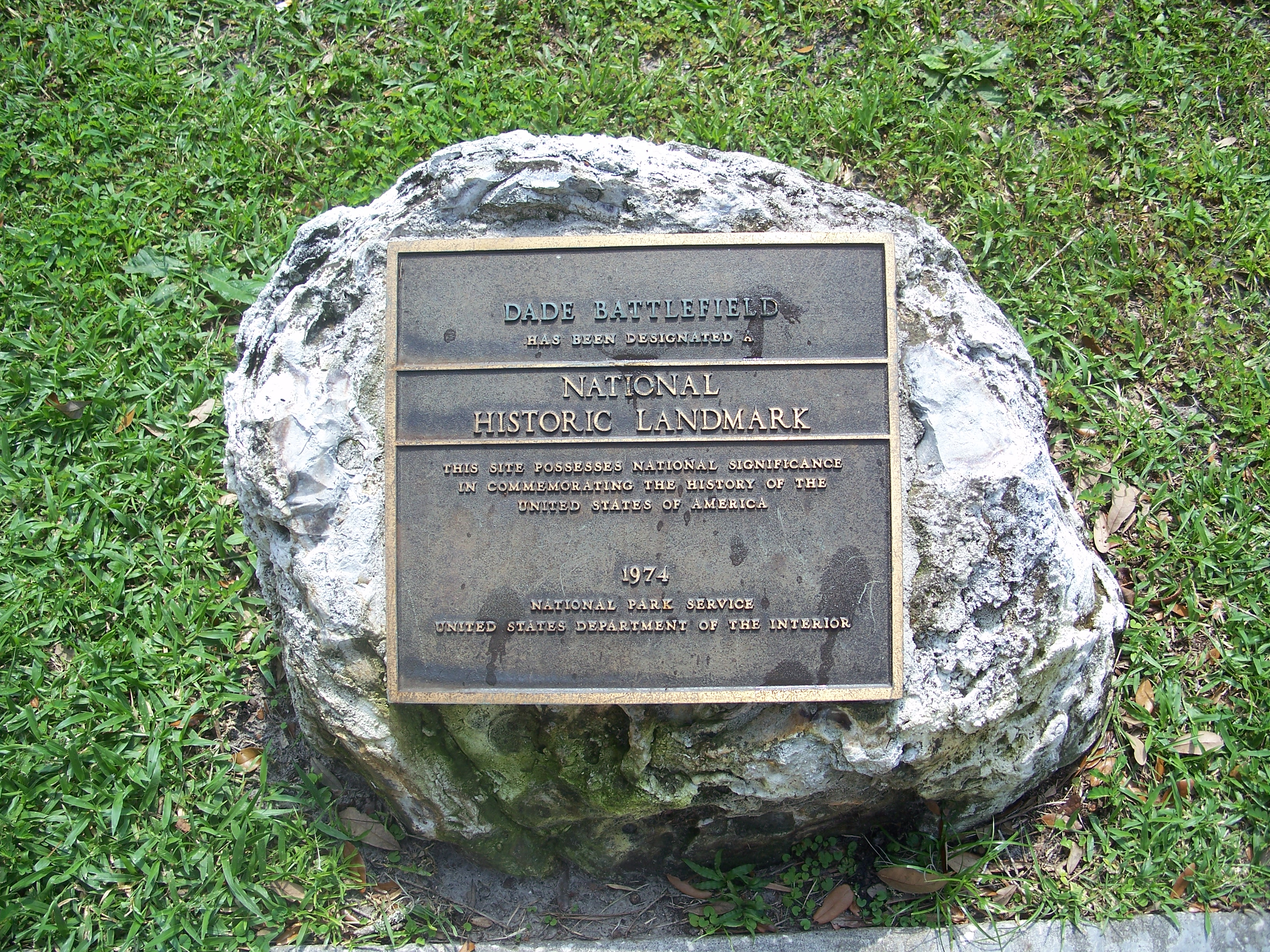
La plaque du National Historic Landmark.

Le 28 décembre 1835, des guerriers séminoles ont attaqué une colonne de soldats américains dirigée par le major Francis Dade et 107 soldats, déclenchant une bataille qui apporterait aux États-Unis, la plus coûteuse guerre contre les Indiens de son histoire.
Dade Battlefield Historic State Park à Bushnell, en Floride préserve le site de l'une des plus importantes batailles de l'histoire américaine. Le major Dade et 103 de ses hommes sont morts dans la commune.
La ville de Bushnell a été créée en 1884, nommée d'après le constructeur de lignes ferroviaires, John W. Bushnell.
Le palais de justice du comté de Sumterville a été détruit par un incendie en 1909. La perte du palais de justice a conduit la population du comté en 1912 à voter pour établir un nouveau siège du comté. Le vote a été exprimé entre les villes de Wildwood et Bushnell. Bushnell a été choisi comme le siège du comté de Sumter : les votes, Bushnell 657 voix contre Wildwood 648 voix.

## Démographie
| 1920 | 1930 | 1940 | 1950 | 1960 | 1970 |
| ---- | ---- | ---- | ---- | ---- | ---- |
| 400  | 591  | 676  | 536  | 644  | 700  |

| 1980 | 1990  | 2000  | 2010  | - | - |
| ---- | ----- | ----- | ----- | - | - |
| 983  | 1 998 | 2 050 | 2 418 | - | - |